# Niaosong
Niaosong (chiń. upr. 鸟松区; chiń. trad. 鳥松區; pinyin Niǎosōng qū; Wade-Giles Niao-sung ch’ü) – dzielnica (chiń. 區, qū) w rejonie Fengshan miasta wydzielonego Kaohsiung na Tajwanie. 
23 czerwca 2009 komitet przy Ministrze Spraw Wewnętrznych Republiki Chińskiej zarekomendował scalenie dotychczasowego powiatu Kaohsiung (chiń. trad. 高雄縣; pinyin Gāoxióng xiàn) i miasta wydzielonego Kaohsiung (chiń. trad. 高雄直轄市; pinyin Gāoxióng zhíxiáshì) w jedno miasto wydzielone; wszystkie gminy wiejskie (chiń. 鄉, xiāng), jak Niaosong, miejskie oraz miasta wchodzące w skład powiatu zostały przekształcone w dzielnice (chiń. 區, qū). Ustawa weszła w życie 25 grudnia 2010 roku.
Populacja dzielnicy Niaosong w 2016 roku liczyła 44 265 mieszkańców – 21 760 kobiet i 22 505 mężczyzn. Liczba gospodarstw domowych wynosiła 18 091, co oznacza, że w jednym gospodarstwie zamieszkiwało średnio 2,45 osób.

## Demografia (2011–2016)
| Rok  | Liczba ludności | Gęstość zaludnienia | Kobiety | Mężczyźni | Gospodarstwa domowe |
| ---- | --------------- | ------------------- | ------- | --------- | ------------------- |
| 2011 | 43 191          | 1756                | 21 308  | 21 883    | 16 901              |
| 2012 | 43 696          | 1776                | 21 505  | 22 191    | 17 211              |
| 2013 | 43 781          | 1780                | 21 530  | 22 251    | 17 354              |
| 2014 | 43 735          | 1778                | 21 500  | 22 235    | 17 499              |
| 2015 | 43 965          | 1787                | 21 612  | 22 353    | 17 746              |
| 2016 | 44 265          | 1799                | 21 760  | 22 505    | 18 091              |